# Ruy Christovam Wachowicz
Ruy Christovam Wachowicz (Itaiópolis, 26 de maio de 1936 – Curitiba, 19 de agosto de 2000) foi um historiador brasileiro. 
Era filho de Romão Wachowicz e de Martha Wachowicz, ambos de origem polonesa. Quando Ruy tinha quatro anos de idade, sua família se mudou para Araucária, no estado do Paraná.
Ocupou a cadeira nº10 da Academia Paranaense de Letras, onde criou as Semanas de História, ainda hoje realizadas.

## Carreira profissional
Ruy Wachowicz fez um trabalho, entre outros, sobre o panorama político e os fatores que levaram à criação da Universidade Federal do Paraná, com base em anos de pesquisa, cujo fruto mais conhecido é História do Paraná (1972), livro mais consultado sobre o estado. No livro Universidade do mate, Wachowicz conta a história da UFPR.
Também desenvolveu pesquisas que resultaram em publicações, como Abranches: um estudo de história demográfica, Tomás Coelho: uma comunidade camponesa e Orleans, um século de subsistência.
Lecionou em várias escolas de Curitiba. Em 1966, publicou a primeira das várias edições de História do Paraná. A partir daí, cada um de seus livros, que foram 12 no total, era precedido de extensas pesquisas. Desde 1971, foi professor da Universidade Federal do Paraná e da Pontifícia Universidade Católica do Paraná. Ingressou na Academia Paranaense de Letras nos anos 90. Segundo a biografia acadêmica elaborada por sua esposa Lílian Anna Bendhhack Wachowicz, toda a vida profissional de Ruy, de professor e pesquisador, ele estudou os interesses coletivos e culturais.
Ao pesquisar a história da colonização polonesa e o surgimento das escolas, modo pelo qual o imigrante polonês procurou atender a necessidade de alfabetizar seus descendentes, mostrou a forma como o movimento de nacionalização interferiu na existência e organização dessas escolas, terminando por fechá-las. O estudo retrata não só a organização, como também o cotidiano escolar. A obra As escolas da colonização polonesa no Brasil é a primeira publicação da Coleção Gralha Azul.

## Obras

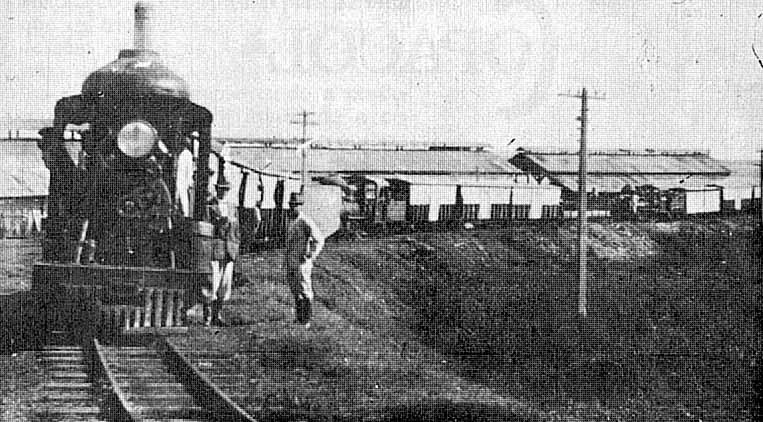
Ilustração do livro Oeste: obrajeros, mensus e colonos.

- 1972 - Arquivo da paróquia de Santa Anna de Abranches
- 1976 - Orleans, um século de subsistência
- 1976 - Abranches: um estudo de história demográfica
- 1977 - Tomás Coelho: uma comunidade camponesa
- 1981 - O camponês polonês no Brasil
- 1983 - Universidade do mate - História da UFPR
- 1985 - Paraná sudoeste: ocupação e colonização
- 1987 - Oeste: obrajeros, mensus e colonos
- 1987 - Norte Velho, Norte Pioneiro
- 1993 - As moradas da Senhora da Luz
- 2001 - Histórias do Paraná (9º Edição)